# Décès en février 1910
Décès
- 1906
- 1907
- 1908
- 1909
- 1910
- 1911
- 1912
- 1913
- 1914

Pour une information complémentaire, voir la page d'aide.

| Date        | Nom                                 | Activités                                                                  | Âge   | Source |
| ----------- | ----------------------------------- | -------------------------------------------------------------------------- | ----- | ------ |
| 1er février | Otto Julius Bierbaum                | Écrivain, journaliste et poète allemand.                                   | 44    | […]    |
| 1er février | Hans Blum                           | Avocat et écrivain allemand.                                               | 68    | […]    |
| 1er février | Gustav Münch                        | Ingénieur et homme politique prussien.                                     | 66    | []     |
| 1er février | Antonín Slavíček                    | Peintre impressionniste austro-hongrois.                                   | 39    |        |
| 1er février | Gustave Raulin                      | Architecte français.                                                       | 66    | []     |
| 1er février | John Gilbert Talbot                 | Homme politique britannique.                                               | 74    |        |
| 2 février   | Jean-Baptiste Arnaud-Durbec         | Peintre français.                                                          | 82    |        |
| 2 février   | George Barnard Baker                | Avocat et homme politique canadien.                                        | 76    |        |
| 2 février   | George Alexander Drummond           | Industriel, financier et homme politique canadien.                         | 80    | []     |
| 2 février   | George Willis Kirkaldy              | Entomologiste britannique.                                                 | 36    | (en)   |
| 2 février   | George Murdoch                      | Entrepreneur et homme politique canadien.                                  | 59    | (en)   |
| 2 février   | Camille Silvy                       | Photographe français.                                                      | 75    | (en)   |
| 3 février   | Bronisława Dowiakowska              | Chanteuse d'opéra polonaise.                                               | 69    | (pl)   |
| 3 février   | Édouard du Mesnildot                | Homme politique français.                                                  | 76    | []     |
| 5 février   | James William Marshall              | Homme politique américain.                                                 | 86    | (en)   |
| 5 février   | Jean-Baptiste t'Serstevens          | Homme politique belge.                                                     | 78    | (en)   |
| 6 février   | Alphonse-Marie Fusco                | Prêtre catholique italien.                                                 | 70    | []     |
| 7 février   | Émile Cheysson                      | Ingénieur, cartographe, statisticien français.                             | 73    |        |
| 7 février   | Édouard Delabrièrre                 | Sculpteur animalier français.                                              | 80    | []     |
| 7 février   | François Harouard de Suarez d'Aulan | Militaire, cavalier et homme politique français.                           | 45    |        |
| 7 février   | Robert Wood Johnson                 | Entrepreneur américain.                                                    | 64    |        |
| 8 février   | Hans Jæger                          | Écrivain, philosophe et anarchiste norvégien.                              | 55    |        |
| 9 février   | George Barnard Baker                | Avocat et homme politique canadien.                                        | 76    |        |
| 9 février   | Miguel Febres Cordero               | Religieux enseignant, grammairien et linguiste équatorien.                 | 56    |        |
| 9 février   | Charles Goybet                      | Officier français.                                                         | 84    |        |
| 10 février  | Adolphe Julien Fouéré               | Prêtre et sculpteur français.                                              | 70    | [ 1 ]  |
| 10 février  | Éva Jouan                           | Poétesse et botaniste français.                                            | 52    |        |
| 10 février  | Vera Komissarjevskaïa               | Comédienne et tragédienne russe.                                           | 45    | (pl)   |
| 11 février  | John M. Charlton                    | Homme politique canadien.                                                  | 81    |        |
| 11 février  | Luo Yixiu                           | Écrivaine chinoise.                                                        | 20    | []     |
| 12 février  | Jules Guérin                        | Journaliste français.                                                      | 49    |        |
| 12 février  | Moïse Lilienblum                    | Écrivain, rabbin et journaliste russe.                                     | 66    |        |
| 12 février  | Georges de Saint-Clair              | Dirigeant sportif français.                                                | 66    |        |
| 12 février  | Philippe Thomas                     | Géologue français.                                                         | 66    |        |
| 13 février  | Félix Gaillard                      | Archéologue français.                                                      | 66    |        |
| 13 février  | Charles Joliet                      | Archéologue français.                                                      | 77    |        |
| 14 février  | Eugène Bure                         | Diplomate français.                                                        | 66    |        |
| 14 février  | Pete Curran                         | Syndicaliste et homme politique britannique.                               | 49    | (en)   |
| 14 février  | William Heise                       | Directeur de la photographie, producteur, réalisateur et acteur américain. | 63/64 | [ 2 ]  |
| 14 février  | Giovanni Passannante                | Anarchiste italien.                                                        | 60    | []     |
| 14 février  | John Macallan Swan                  | Peintre et sculpteur britannique.                                          | 60    | (en)   |
| 15 février  | Clement Francis Cornwall            | Homme politique canadien.                                                  | 73    | (en)   |
| 15 février  | Henri Senée                         | Compositeur, chef d'orchestre et cornettiste français.                     | 56    |        |
| 16 février  | Claude Reignier Conder              | Explorateur et antiquaire britannique.                                     | 61    | []     |
| 16 février  | Albert Zabel                        | Harpiste et compositeur prussien.                                          | 75    | []     |
| 16 février  | Giuseppe Perrotta                   | Compositeur italien.                                                       | 66    | []     |
| 16 février  | Léon Susse                          | Skipper français, double médaillé d'argent aux Jeux olympiques de 1900.    | 65    |        |
| 16 février  | Hermine de Waldeck-Pyrmont          | Princesse allemande.                                                       | 82    | (en)   |
| 17 février  | Arthur Bordier                      | Médecin anthropologue français.                                            | 68    |        |
| 17 février  | Hippolyte Fontaine                  | Ingénieur, inventeur et homme d'affaires français.                         | 76    |        |
| 17 février  | Ignaz von Szyszyłowicz              | Botaniste polonais.                                                        | 52    | (en)   |
| 18 février  | Gustave Janicot                     | Journaliste royaliste français.                                            | 79    |        |
| 18 février  | Eugène Ledrain                      | Archéologue et écrivain français.                                          | 65    |        |
| 18 février  | Edmond Marie Lefebvre du Preÿ       | Homme politique français.                                                  | 75    |        |
| 18 février  | Nicodème Ier de Jérusalem           | patriarche orthodoxe de Jérusalem.                                         | 81    | (en)   |
| 18 février  | Vladimir Vladimirovitch Verkhovski  | Homme politique et conseiller juridique russe.                             | 60    | []     |
| 18 février  | Camille Viox                        | Homme politique français.                                                  | 76    |        |
| 19 février  | Denis Bergeret                      | Peintre français.                                                          | 66    |        |
| 19 février  | Udo de Stolberg-Wernigerode         | Officier et homme politique prussien.                                      | 69    | (de)   |
| 19 février  | Josep Vilaseca i Casanovas          | Architecte espagnol.                                                       | 61    |        |
| 19 février  | Samuel D. Warren                    | Juge américain.                                                            | 58    | (en)   |
| 20 février  | Mirza Abou Tourab Akhoundzade       | Théologien, éditeur, éducateur, et éclaireur russe.                        | 92    | []     |
| 20 février  | Arthur de Chabaud-Latour            | Homme politique et militaire français.                                     | 70    | []     |
| 20 février  | Odon Debeaux                        | Pharmacien militaire, botaniste, malacologue et explorateur français.      | 83    | []     |
| 20 février  | Louis Denayrouze                    | Ingénieur homme politique et écrivain français.                            | 61    |        |
| 21 février  | Louis Denayrouze                    | Ingénieur homme politique et écrivain français.                            | 61    |        |
| 21 février  | Boutros Ghali                       | Homme politique égyptien.                                                  | 63    | (en)   |
| 21 février  | Boson de Talleyrand-Périgord        | Officier et dandy français.                                                | 77    |        |
| 22 février  | Édouard Duchâtelet                  | Architecte français.                                                       | 81    |        |
| 23 février  | Amos Dolbear                        | Physicien américain.                                                       | 72    | (en)   |
| 23 février  | Winckworth Allan Gay                | Peintre américain.                                                         | 88    | (en)   |
| 23 février  | Amédée de Laborde-Noguez            | homme politique français.                                                  | 86    |        |
| 24 février  | Léon Hugonnet                       | Journaliste d'opinion et écrivain français.                                | 67    |        |
| 24 février  | Charles Reid Barnes                 | Botaniste américain.                                                       | 51    | []     |
| 24 février  | Louis Fargue                        | Ingénieur français.                                                        | 82    | []     |
| 24 février  | Osman Hamdi Bey                     | Peintre et archéologue ottoman.                                            | 67    | []     |
| 24 février  | Kirill Lemokh                       | Peintre russe.                                                             | 68    | (en)   |
| 25 février  | Eugène Curie                        | Médecin français.                                                          | 83    | []     |
| 24 février  | Worthington Whittredge              | Peintre américain.                                                         | 89    |        |
| 26 février  | Henri d'Arbois de Jubainville       | Historien, archiviste et celtologue français.                              | 82    |        |
| 26 février  | Eugène Farcy                        | Officier de marine, inventeur et homme politique français.                 | 79    | []     |
| 27 février  | Ivan Obolenski                      | Aristocrate russe.                                                         | 79    | []     |
| 28 février  | Antoine Aymès                       | Officier de marine français.                                               | 73    |        |
| 28 février  | Émile Delphes Chabod                | Peintre français.                                                          | 65    |        |